# 立陶宛體育

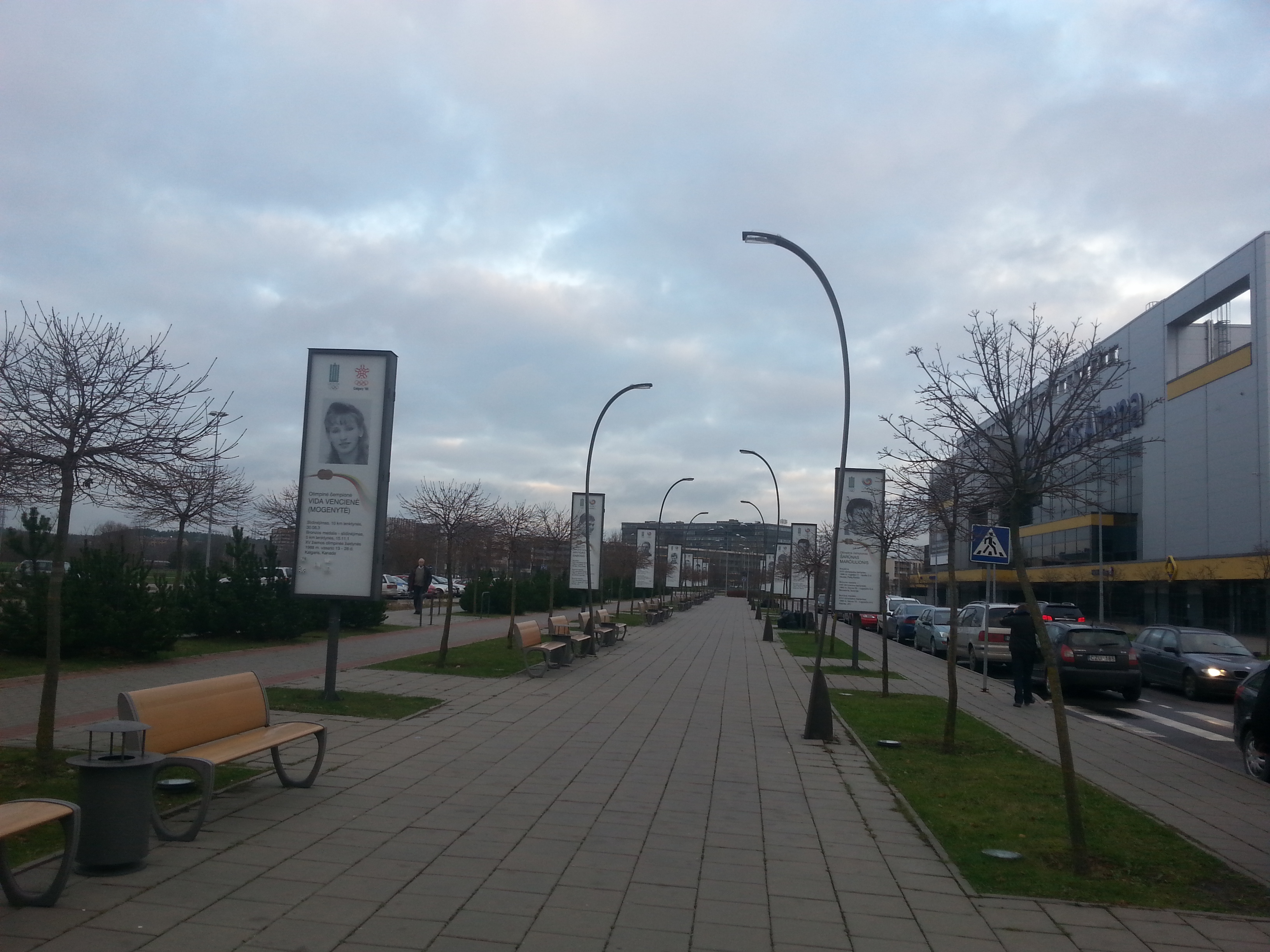
维尔纽斯的Olympic Glory Alley

自從1990年立陶宛自蘇聯獨立之後，其體育是由運動和體育部（Physical Education and Sports Department）所管理。立陶宛政府建立此部門來管理學校內的體育教育以及國內的運動活動。在獨立之後的幾年，立陶宛的運動組織取得了國際運動監管組織（包括國際奧委會）的會員資格。立陶宛在獨立後，參加了1992年冬季奥林匹克运动会，後續也參加冬季和夏季的奥林匹克运动会。
立陶宛運動聯盟（Lithuanian Union of Sports Federations）成立於1993年，目的就是統整立陶宛的各運動組織。立陶宛也成立了Sports for All的組織，目的是要推動立陶宛人的運動習慣以及健康生活習慣。
立陶宛最流行的體育運動是籃球、足球、田徑和自行車。籃球是立陶宛的國球，曾有體育記者稱籃球是立陶宛的第二信仰。立陶宛國家籃球隊曾經取得奧運季軍、歐洲籃球錦標賽冠軍，並在籃球世界杯也有亮麗成績。立陶宛的田徑也有一定實力，男子鐵餅、女子七項全能以及男子和女子現代五項都曾獲得奧運獎牌。職業的運動員和培訓選手是在立陶宛体育学院接受訓練。

## 主要運動

### 籃球
籃球是立陶宛最受觀迎且最成功的團體運動。美國運動畫刊的記者Luke Winn曾在2011年8月的一篇報導中提到：
「籃球是3200萬立陶宛人唯一在意的運動，也是他們的第二個宗教，次於天主教，而籃球的成功是相當驚人的。」
立陶宛國家男子籃球隊在1937年、1939年（當年立陶宛是地主國）和2003年獲得欧洲篮球锦标赛的金牌。1995年、2013年和2015年則獲得銀牌，2007年和另一次擔任地主國的2011年獲得銅牌。立陶宛國家男子籃球隊曾在2010年世界籃球錦標賽獲得銅牌，是該次比賽最大的黑馬，一路打敗了西班牙、法國、阿根廷，只在半準決賽被美國打敗，三四名之爭打敗賽爾維亞，以只輸一場的戰績獲得銅牌。
在夏季奥林匹克运动会篮球比赛中，立陶宛在1992年、1996年和2000年三度獲得銅牌。在2004年和2008年名列第四名。
位在考納斯的扎尔吉里斯篮球俱乐部（BC Žalgiris），是立陶宛最成功的職業篮球隊。曾在1986年獲得洲際盃籃球賽冠軍，1998年FIBA Saporta杯冠軍，1999年歐洲籃球聯賽冠軍。BC Žalgiris在2018年進入歐洲籃球聯賽四強賽，最後得到第三名。

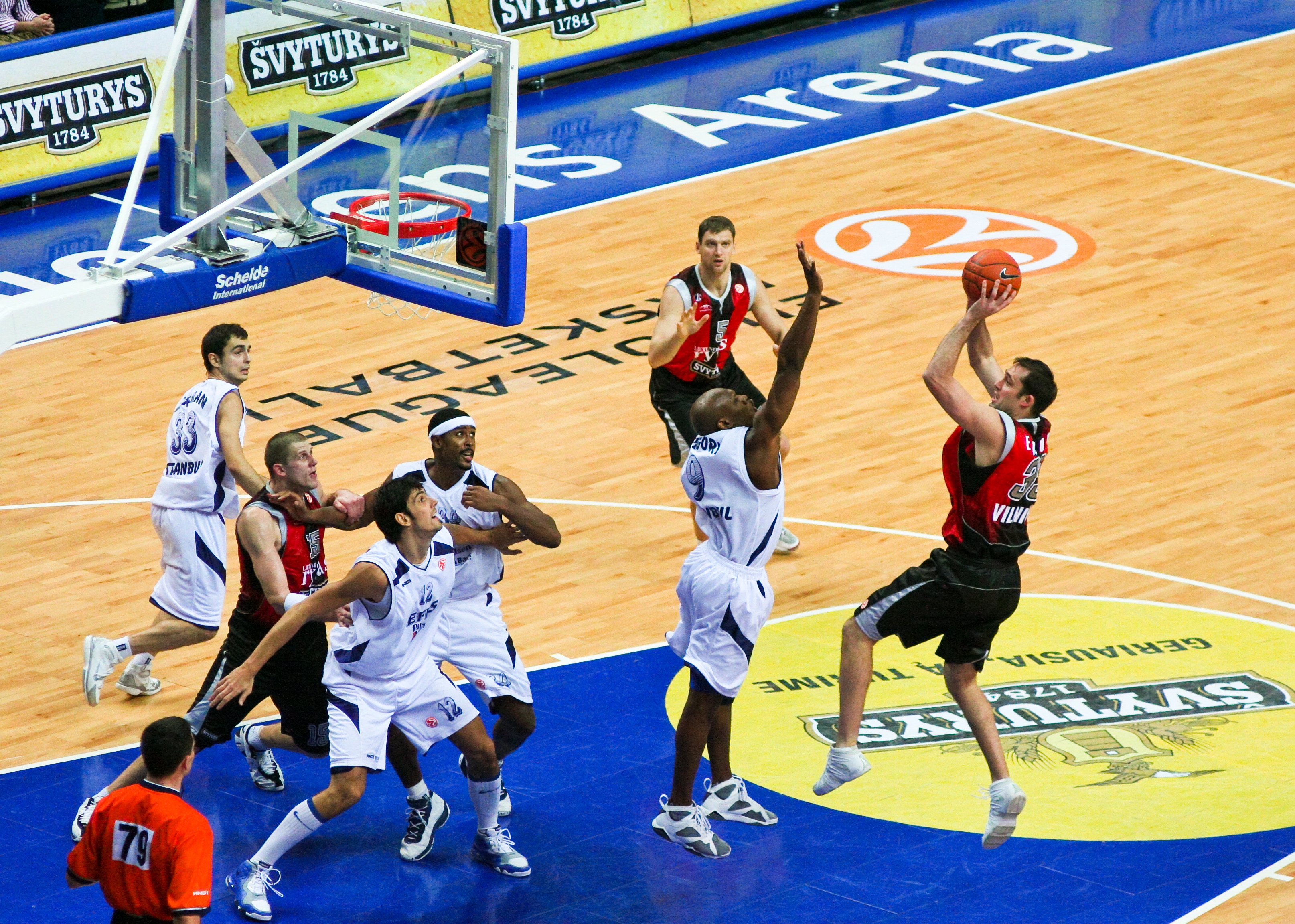
歐洲籃球聯賽中，由立陶宛晨報籃球俱樂部和安纳托利亚艾菲斯篮球俱乐部的比賽

在歐洲籃球聯賽（Euroleague）中，沙鲁纳斯·亚西克维丘斯得到過四次歐洲籃球聯賽的冠軍，而阿維達斯·馬齊奧斯卡斯、拉穆纳斯·希什考斯卡斯、阿维达斯·萨博尼斯獲選過 Euroleague的MVP。也有不少立陶宛球員在NBA成功發展：
- 阿维达斯·萨博尼斯（波特兰开拓者，1995至2001年, 2002至2003年）
- 薩魯納斯·馬修利奧尼（英语：Šarūnas Marčiulionis）（金州勇士和其他隊，1989至1997年）
- 扎伊德鲁纳斯·伊尔格斯卡斯（克里夫兰骑士和迈阿密热火）
- 達柳斯·桑蓋拉（费城76人）
- 利纳斯·克莱扎（丹佛掘金和多伦多猛龙）
- 约纳斯·瓦兰丘纳斯（孟菲斯灰熊）
- 多纳塔斯·莫泰尤纳斯（圣安东尼奥马刺）
- 多曼塔斯·薩博尼斯（印第安纳步行者）
- 明道加斯·庫兹明斯卡斯（米兰奥林匹亚）

立陶宛的籃球在国际篮球联合会世界排名中名列第四。以此觀點，Luke Winn曾提到當時立陶宛
「的籃球不如3.13億人（美國）、4700萬人（西班牙)、4000萬人（阿根廷）和1100萬人（希腊）國家的表現，但超過7900萬人（土耳其）和6100萬人（意大利）國家的表現」

### 足球
立陶宛國家足球隊在國際足協世界排名，於2008年10月到達第37名，是史上排行最高的名次。
在立陶宛，足球是最早參與國際比賽的運動項目（著名的是巴黎的1924年夏季奥林匹克运动会以及1983年世足賽的資格賽。在立陶宛苏维埃社会主义共和国時期，因為扎爾吉里斯足球俱樂部在蘇聯聯盟和歐洲錦標賽的成功，足球依然是流行的運動項目。在獨立後，立陶宛國家足球隊在世足賽最好的成績是小組賽的第三名。立陶宛的足球俱樂部還沒有到欧洲足联的歐洲冠軍聯賽（UCL）或欧足联欧洲联赛（EL）的標準，不過扎爾吉里斯足球俱樂部、苏杜瓦足球俱乐部、伊蘭拿斯足球會和考那斯足球俱乐部已數次參加會外賽，接近可以出線的資格。
有不少立陶宛的足球球員在歐洲主要足球聯盟中比賽，例如
- ：2004年欧洲冠军联赛冠軍，波尔图足球俱乐部的球員。
- Deividas Šemberas（英语：Deividas Šemberas）：2005年欧足联欧洲联赛冠軍，莫斯科中央陆军足球俱乐部的球員。
- 馬柳斯·斯坦科維休斯（Marius Stankevičius）：意大利足球甲级联赛和西班牙足球甲级联赛球隊的後衛。
- Tomas Danilevičius（英语：Tomas Danilevičius）：立陶宛國家足球隊的得分王，利沃诺足球俱乐部的球員。

立陶宛足球超級聯賽是立陶宛職業足球的頂級比賽。
立陶宛人和歐洲其他國家的人民類似，也喜歡看欧洲冠军联赛、國際足協世界盃及其他世界一流的足球比賽。

### 橄欖球

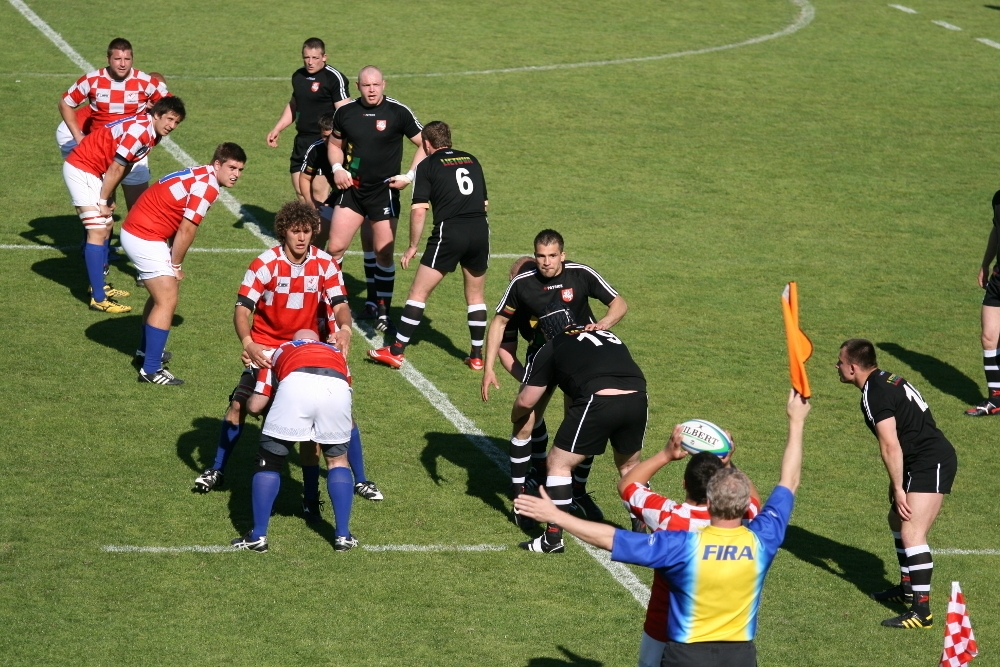
立陶宛國家隊和克羅埃西克國家隊的橄欖球賽

橄欖球是在1960年代引進立陶宛，當時在考那斯和维尔纽斯有球隊。近二十年來，北部的希奥利艾成為立陶宛橄欖球的中心，當地有二個最強的球隊，Regbio klubas Vairas曾獲得多次的立陶宛冠軍，而Šiauliai BaltRex幾乎都是亞軍。立陶宛國家橄欖球隊在歐洲橄欖球聯盟的2A區比賽。國際橄欖球明生Laurynas Tipelis也在立陶宛國家橄欖球隊打球，曾保持有連續十八場國際比賽勝利的紀錄。連續勝利從2006年開始，在2010年立陶宛在世界杯資格賽時，輸給等級更高的烏克蘭而結束。
立陶宛在世界橄欖球排名中是第39名。立陶宛有13個橄欖球俱樂部，有超過1600名球員。七人制橄欖球也是立陶宛流行的運動。立陶宛國家七人制橄欖球隊在歐洲錦標賽的成績不錯。

### 田徑
立陶宛田徑選手曾在奧運獲得七面獎牌，世界田徑錦標賽獲得七面獎牌，歐洲田徑錦標賽獲得十四面獎牌。最成功的立陶宛田徑運動員是铁饼選手維爾吉利尤斯·阿萊克納，二次在奧運獲得金牌，二次在世界田徑錦標賽獲得金牌。羅馬斯·烏巴塔斯也曾在奧運中獲得铁饼金牌。近年來立陶宛的短跑選手正在進步中，Martynas Jurgilas和Rytis Sakalauskas創下了立陶宛一百公尺短跑的新紀錄。女子短跑選手Lina Grinčikaitė在2009年夏季世界大學運動會和2009年歐洲田徑U23錦標賽獲得金牌。立陶宛的長跑也有優良傳統。近年來最成功的長跑選手是Aleksandras Antipovas和Živilė Balčiūnaitė，曾在世界越野錦標賽、世界田徑錦標賽和奧運中有不錯的成績。此外，立陶宛的女子七項全能也曾在奧運中獲得獎牌。

### 自由車

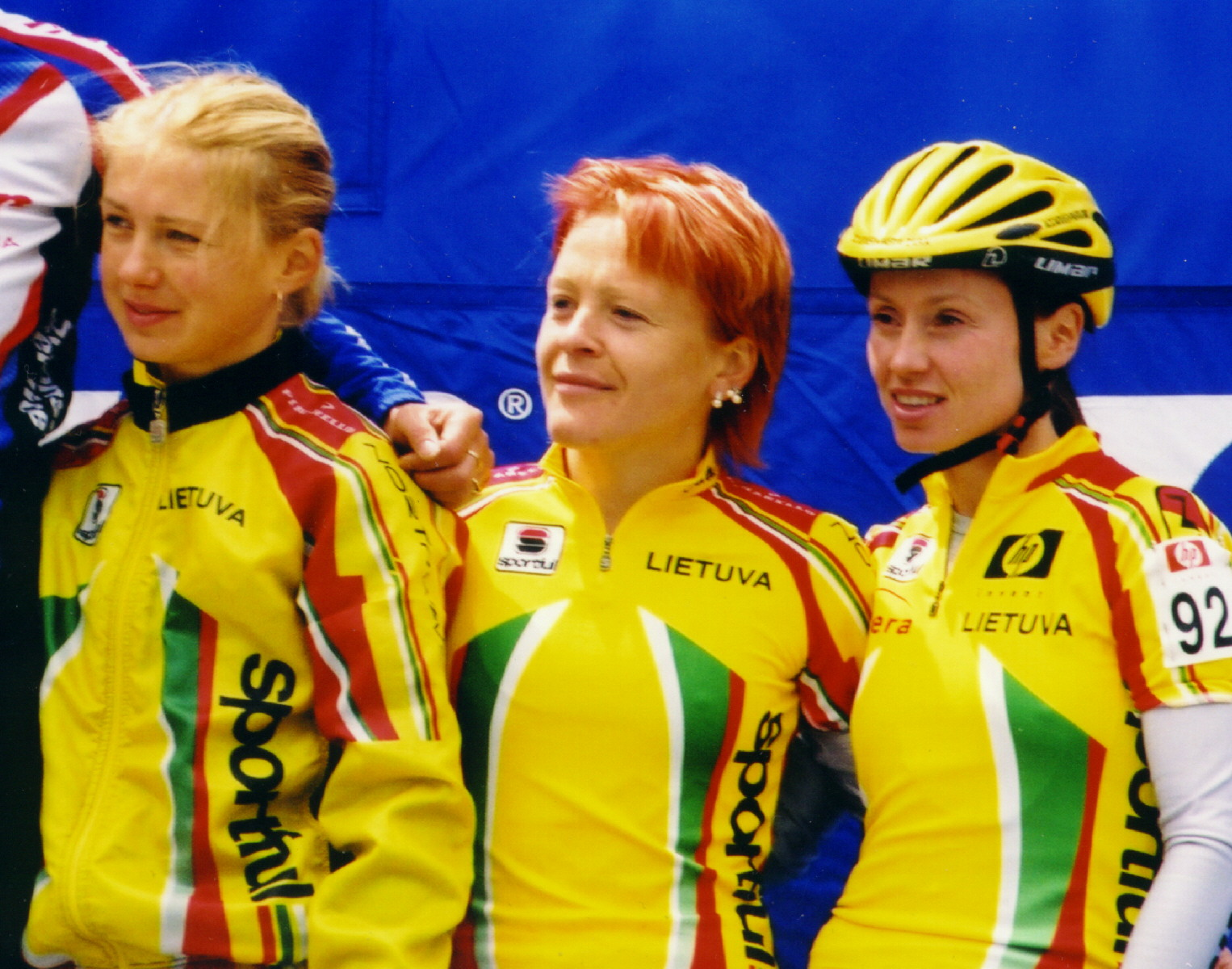
從左到右分別是Modesta Vžesniauskaitė、Diana Žiliūtė和Jolanta Polikevičiūtė

立陶宛自由車選手在巡迴賽和UCI世界錦標賽中都有很好的成績。其中女子自由車選手的成果特別值得一提。
立陶宛女子自由車選手自1991年起就開始在國際自由車賽中展露頭角。其中成績最好的是參加那年夏季女子挑戰賽的Zita Urbonaitė和Diana Čepelienė（總排名第三名）。
立陶宛女子自由車選手也包括了雙胞胎姊妹Jolanta Polikevičiūtė和Rasa Polikevičiūtė（2001年世界女子公路自由賽錦標賽冠軍）、Edita Pučinskaitė（1999年世界女子公路自由賽錦標賽冠軍）和Diana Žiliūtė（1994年世界青少年公路賽冠軍、1998年女子公路自由賽錦標賽冠軍，2000年奧林匹克自由車公路車銅牌）。
立陶宛有很強大的少女自由車培訓計劃，並且每年在帕內韋日斯舉行國際比賽，許多的優秀選手是從此計劃產生的（特別是Modesta Vžesniauskaitė，世界頂級自由車手之一。）
立陶宛女子場地自由車車隊也在世界杯錦標賽及歐洲杯錦標賽中得名。近年來，最優季的場地自由車 選手是西蒙娜·克鲁佩茨凯特。

## 其他運動
- 聯盟式橄欖球：一種由橄欖球衍生的運動。立陶宛聯盟式橄欖球隊在剛成立時曾和威爾斯隊在卡迪夫武器公園舉行國際友誼賽。
- 手球：立陶宛男子手球隊曾在1997年世界杯錦標賽獲得第9名，1998年歐洲杯錦標賽獲得第10名。在2022年歐洲杯錦標賽已取得參賽資格。
- 室内五人制足球：是較晚進入立陶宛的運動。立陶宛計劃舉辦2021年國際足協室內五人足球世界盃，是立陶宛第一次主辦國際足協的賽事。
- 冰球：立陶宛的埃莱克特雷奈以冰球聞名。很長一段時間，埃莱克特雷奈是立陶宛唯一有大型良好設備溜冰場的小鎮。國家冰球聯盟中的Darius Kasparaitis（英语：Darius Kasparaitis）和Dainius Zubrus（英语：Dainius Zubrus）都在此鎮出生。近來Kaunas Hockey（英语：Kaunas Hockey）是立陶宛的冠軍球隊，在2021年IIHF的排名中名列23名。
- 定向运动是結合越野跑和導航技巧，在樹林中進行的運動。立陶宛有由定向运动衍生的自由車定向运动和滑雪板定向运动。立陶宛的定向运动是由立陶宛定向運動聯合會（Lietuvos Orientavimosi Sporto Federacija）所組織[14]。

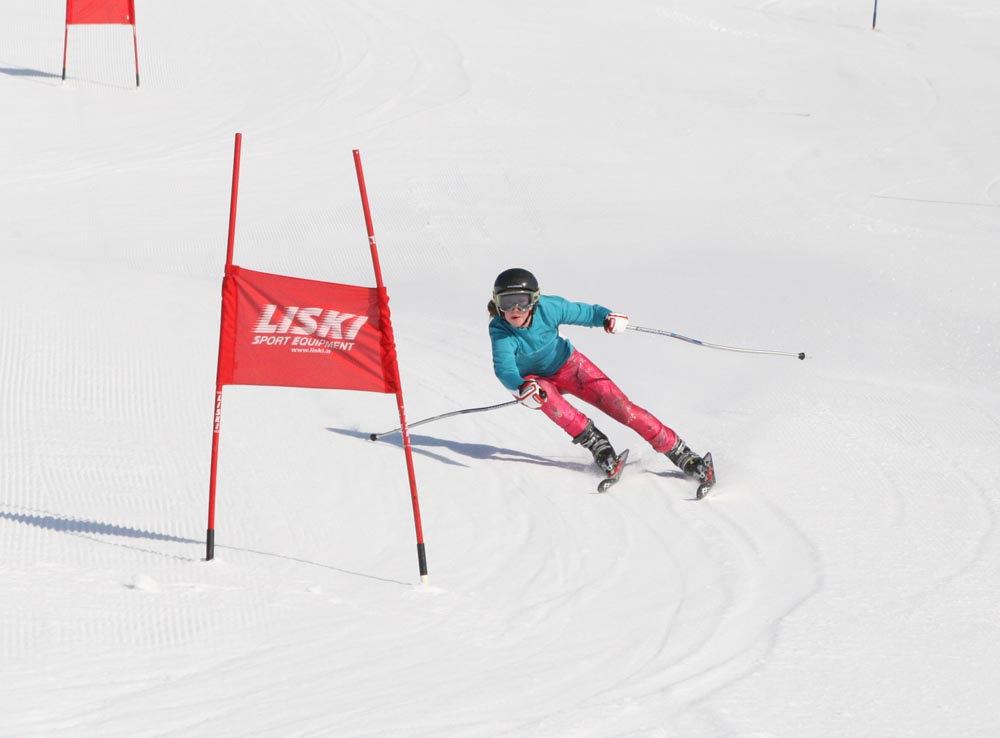
滑雪選手叶娃·亚努什克维丘特

- 高山滑雪在立陶宛也相當流行，立陶宛的比賽是由立陶宛高山滑雪協會主辦，有一個針對兒童的滑雪俱樂部，Kalnu Ereliai滑雪俱樂部[15]。俱樂部接受4歲到18歲的兒童和青少年，分為三級：學習滑雪、運動組和國際滑雪總會（FIS）組。立陶宛有幾個滑雪中心，特別是位於伊格納利納的立陶宛冬季運動中心[16]、維爾紐斯的利普卡爾尼斯冬季運動中心（英语：Liepkalnis Winter Sports Centre）。
- 終極飛盤在立陶宛也很歡迎。立陶宛飛盤運動聯合會（Lietuvos Skraidančio Disko Federacija[17]）在2004年在维尔纽斯成立。目前在立陶宛有13個終極飛盤俱樂部，分佈在不同的城市中。立陶宛終極飛盤球隊在全世界的排名是第20名[18]。終極飛盤在立陶宛是很年輕的運動，立陶宛的Vorai、Taškas、Zepps等終極飛盤隊已成立很長一段時間了。
- 立陶宛在最近幾年很流行網球，立陶宛的球隊在台維斯盃和比利·简·金杯比賽都有很好的成績。里查達斯·貝蘭基斯在2016年5月曾在ATP排行50名。
- 自從立陶宛的男子游泳選手Vytautas Janušaitis、Darius Grigalionis、吉爾德里斯·蒂特尼斯及女子游泳魯塔·美露泰在國際比賽中奪牌後，競技游泳又再度受到歡迎。立陶宛的長水道訓練在阿利图斯，短水道訓練則在阿尼克什奇艾。立陶宛的競技游泳選手曾獲得四面奧林匹亞獎牌[19]。
- 无线电测向运动（ARDF）是一個結合定向以及無線電測向的運動。立陶宛的ARDF是由Lietuvos Radijo Megeju Draugija所管理[20]。
- 花样滑冰在立陶宛也很受歡迎，Povilas Vanagas、Margarita Drobiazko等人在花样滑冰上有很好的成績。
- 越野滑雪是立陶宛最成功的冬季奥运会项目之一。在2010年冬季奥林匹克运动会時，越野滑雪代表隊是立陶宛代表隊中人數最多的一隊。Vida Vencienė曾在1988年代表蘇聯參賽，獲得一面金牌。
- 立陶宛有男子和女子的沙滩排球球隊，曾參加2018-2020 年 CEV 沙灘排球大陸杯[21]。

立陶宛的棒球隊曾在2020年4月6日參加在加州圣克利门蒂的少年棒球聯盟比賽。
立陶宛也是國際班迪球聯合會的成員國。立陶宛也以其大力士比賽著名，其中最著名的是Žydrūnas Savickas。立陶宛的現代五項也曾在奧林匹克各國際比賽中得名。